# Luisa de Brandeburgo-Schwedt
Luisa Enriqueta Guillermina de Brandeburgo-Schwedt (en alemán, Luise Henriette Wilhelmine von Brandenburg-Schwedt; Stolzenberg, 24 de septiembre de 1750-Dessau, 21 de diciembre de 1811) fue margravina de Brandeburgo-Schwedt por nacimiento, y princesa, y posteriormente duquesa, de Anhalt-Dessau por matrimonio.

## Biografía
Luisa era la hija del margrave Federico Enrique de Brandeburgo-Schwedt y de su esposa, Leopoldina María (nacida princesa de Anhalt-Dessau) de la línea de Brandeburgo-Schwedt de la Casa de Hohenzollern. Era considerada educada y bien formada y artísticamente dotada; era amiga de artistas famosos, entre ellos Angelica Kauffmann, quien pintó varios retratos de Luisa. Viajó a Inglaterra en 1775, y más tarde a Suiza e Italia.

### Matrimonio e hijos
Contrajo matrimonio con su primo, Leopoldo III de Anhalt-Dessau, el 25 de julio de 1767 en Charlottenburg. Por este matrimonio fue princesa y posteriormente duquesa de Anhalt-Dessau.
1. Una hija (n. y m. en Dessau, 11 de febrero de 1768).
2. Federico (Dessau, 27 de diciembre de 1769-ibidem, 27 de mayo de 1814), príncipe heredero de Anhalt-Dessau.

## Títulos
| ● 24 de septiembre de 1750-25 de julio de 1767: | Su alteza princesa de Anhalt-Dessau              |
| ● 25 de julio de 1767-1807:                     | Su alteza princesa consorte de Anhalt-Dessau     |
| ● 1807-21 de diciembre de 1811:                 | Su alteza real duquesa consorte de Anhalt-Dessau |